# 고보로역
고보로역(일본어: 小幌駅)은 일본 홋카이도 아부타 군 도요우라정에 위치한 홋카이도 여객철도 무로란 본선의 철도역이다. 역 번호는 H45이며, 보통열차도 일부만 정차한다.

## 역 구조
건넘선 목적의 중선을 가진 2면 3선의 구조로, 중선은 야외에서 분기하여 터널 내에서 합류한다. 그러나 선로전환기가 철거되어 중선은 현재사용이 불가능한 상태이며, 본선과 합류하는 중선의 터널 입구도 2004년 전후로 폐쇄되었다. 승강장 길이도 1량 정도 밖에 되지 않아 2량 이상의 열차가 정차시에는 맨 앞 차량만 문을 열어 타고 내린다.

## 특징
두 개의 장대 터널 사이의 짤막한 야외 부분에 위치하고 있어, 3면은 가파른 경사, 나머지 1면은 우치우라 만(ja)에 접하고 있다. 직선으로 약 500m 거리에 국도 37호선이 지나가고 있으나, 제대로 된 길도 없고 경사도 상당하여 접근이 어렵다. 이러한 위치 관계로 인해 철도와 선박 이외의 교통수단으로는 접근이 어렵다보니 '가장 비경도가 높은 비경역(ja)'이라고 일컬어지기도 한다. 1970년대까지는 상주 인구가 있었지만 이후 점차 거주자가 줄어 최종적으로 1명만 남았고, 이 마지막 거주자가 2007년 사망하여 완전한 무인지경이 되었다. 그 이후로는 시설 관리의 거점으로써 JR의 시설 관리 직원, 우치우라 만에서 낚시를 하려는 사람, 역과 주변을 구경하려는 관광객(대부분은 철도 동호인이다)이 주된 이용객이다.

## 역사
- 1943년 9월 25일 : 고보로 신호장으로써 개업. 신호장이나 여객취급도 했다.
- 1964년 7월 5일 : 시즈카리 방면이 복선화되어 복선 구간과 단선 구간의 경계가 됨.
- 1967년 9월 29일 : 레분 방면도 복선화됨. 이에 맞춰 이틀 뒤인 10월 1일에 신호장에서 임시승강장으로 역종이 변경됨.
- 1987년 4월 1일 : 국철분할민영화에 의해 JR홋카이도에 계승. 역으로 승격.
- 1990년 3월 10일 : 영업 거리가 설정되었다.
- 2015년 6월 말 : JR홋카이도가 역을 10월 말에 폐지하려 함을 정식으로 도요우라 정에 전달함. 도요우라 정은 정이 유지 비용을 분담하는 것을 조건으로 존속을 요구.[2]
- 2015년 7월 17일 : JR홋카이도의 시마다 오사무(島田修) 사장이 기자 회견에서 이 역을 가리켜 "マニアの方々のためにコストをかけて維持していくべきか"→매니아 분들을 위해 비용을 들여 유지해야하는가라고 하며 폐지를 시사.[3]
- 2015년 12월 14일 : JR홋카이도와 도요우라 정이 역의 존속을 위한 협약을 체결. 도요우라 정이 유지 비용을 분담하는 외에, 1년 단위로 역의 존속을 협의하기로 정함.[4]
- 2016년 1월 21일 : 15시 40분에 정차하는 히가시무로란 행 보통열차인 487D 열차가 정차하지 않고 통과, 대신에 반대 방향으로 운행중인 하코다테 행 특급열차인 5012D 열차(호쿠토 12호)를 임시정차시켜 승차하지 못한 승객을 태움.[5]

## 역 주변

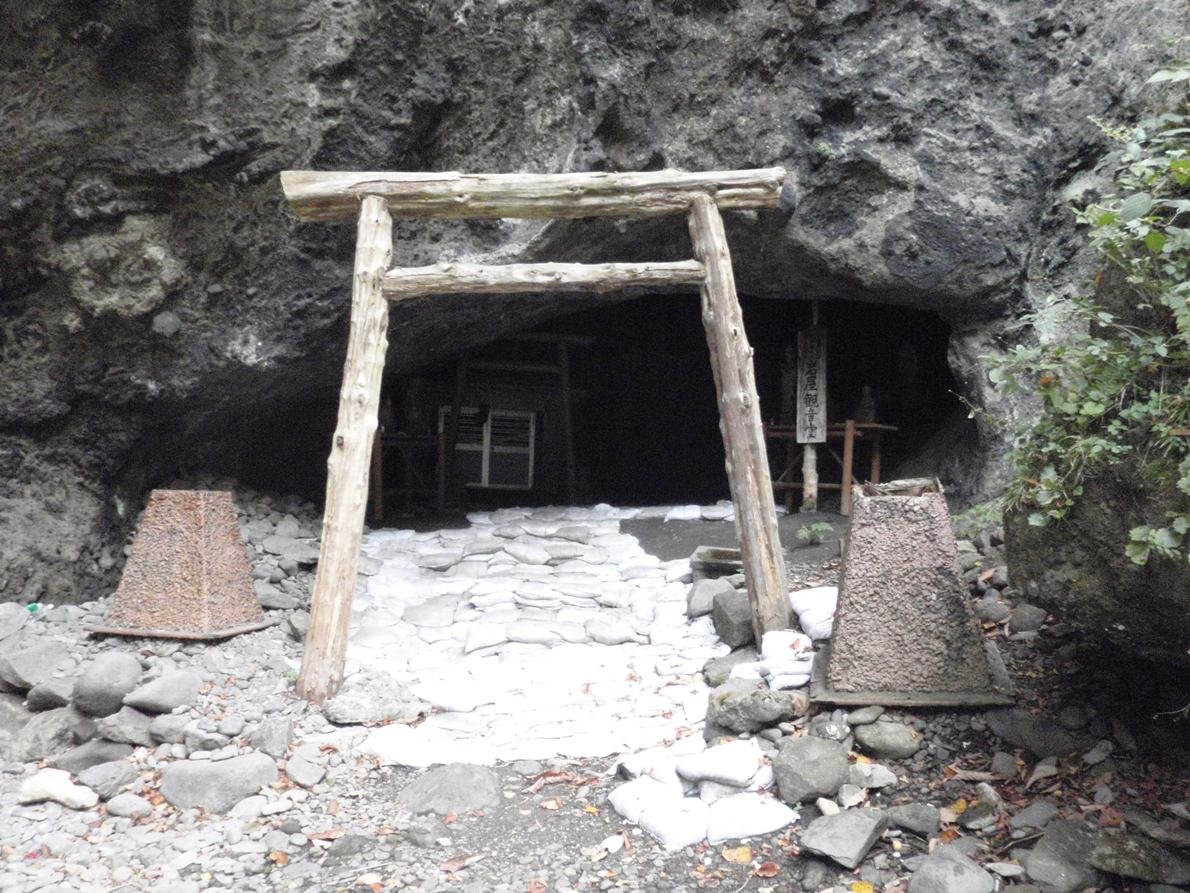
이와야 관음

- 이와야 관음(이와야 동굴)
- 우라우치 만
- 국도 37호선

## 인접 역
| 홋카이도 여객철도 무로란 본선 | 홋카이도 여객철도 무로란 본선 | 홋카이도 여객철도 무로란 본선      |
| ----------------------------- | ----------------------------- | ---------------------------------- |
| H 46 시즈카리 오샤만베 방면   | ■ 무로란 본선                 | 레분 H 44 무로란 · 도마코마이 방면 |